# Fabryka Emalia Oskara Schindlera

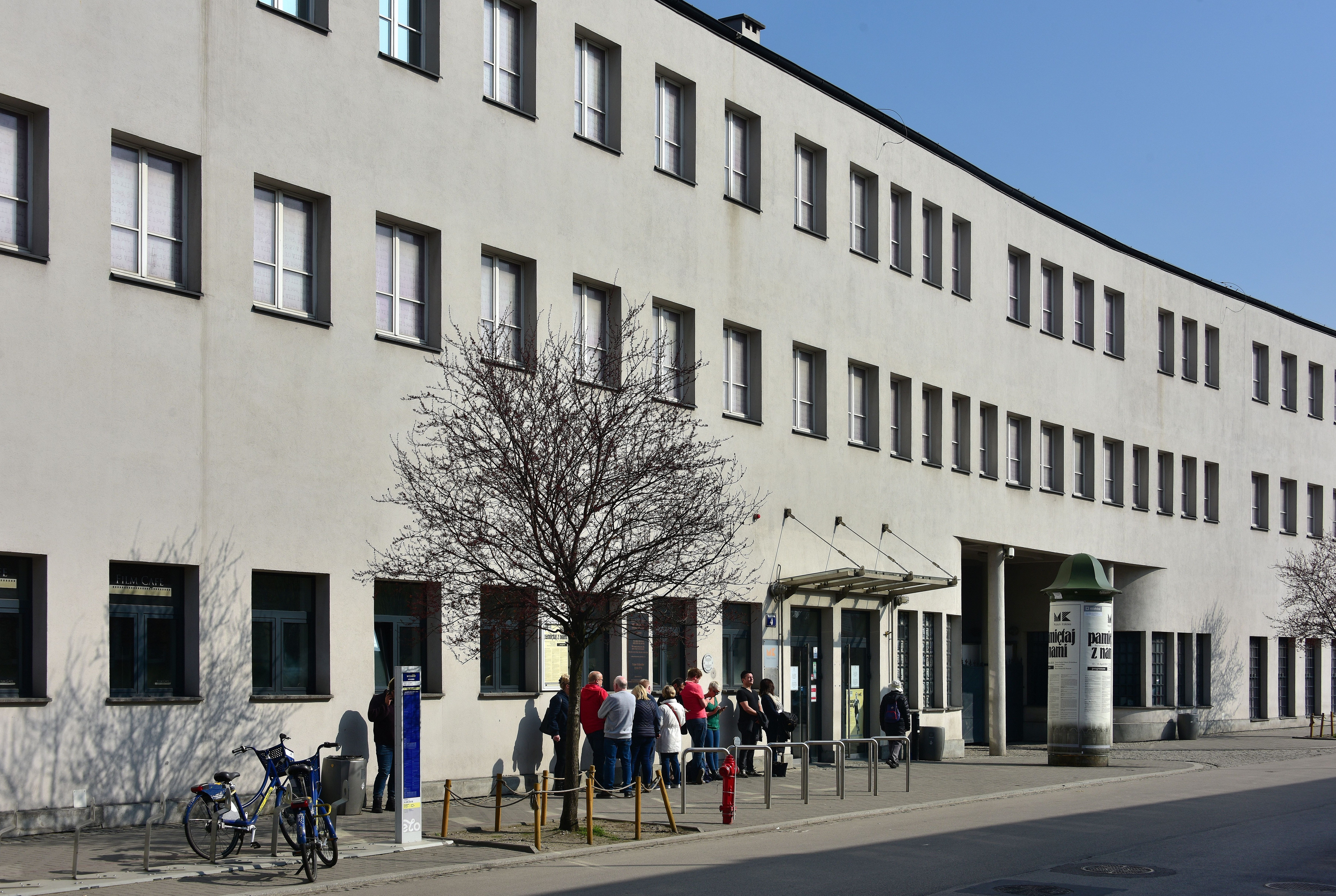
Gebäude des Museums (2019)

Die Fabryka Emalia Oskara Schindlera (kurz: Fabryka Schindlera) ist ein staatliches Museum in einem ehemaligen Gebäude der Emaillewarenfabrik von Oskar Schindler in Krakau. Das Museum stellt die Zeit der deutschen Besatzung Krakaus von 1939 bis 1945 dar, ein besonderer Schwerpunkt ist das Schicksal der Juden im Krakauer Ghetto und im Zwangsarbeitslager Plaszow im Vergleich zu den Beschäftigten in Schindlers Fabrik. Auch Bezüge zum Film Schindlers Liste, der teilweise im Gebäude gedreht wurde, werden hergestellt. Das Museum wurde 2010 eröffnet und ist Teil des Historischen Museums der Stadt Krakau; in weiteren Bauten der Fabrik findet sich das Museum für Gegenwartskunst Krakau.

## Gebäude und Ausstellung

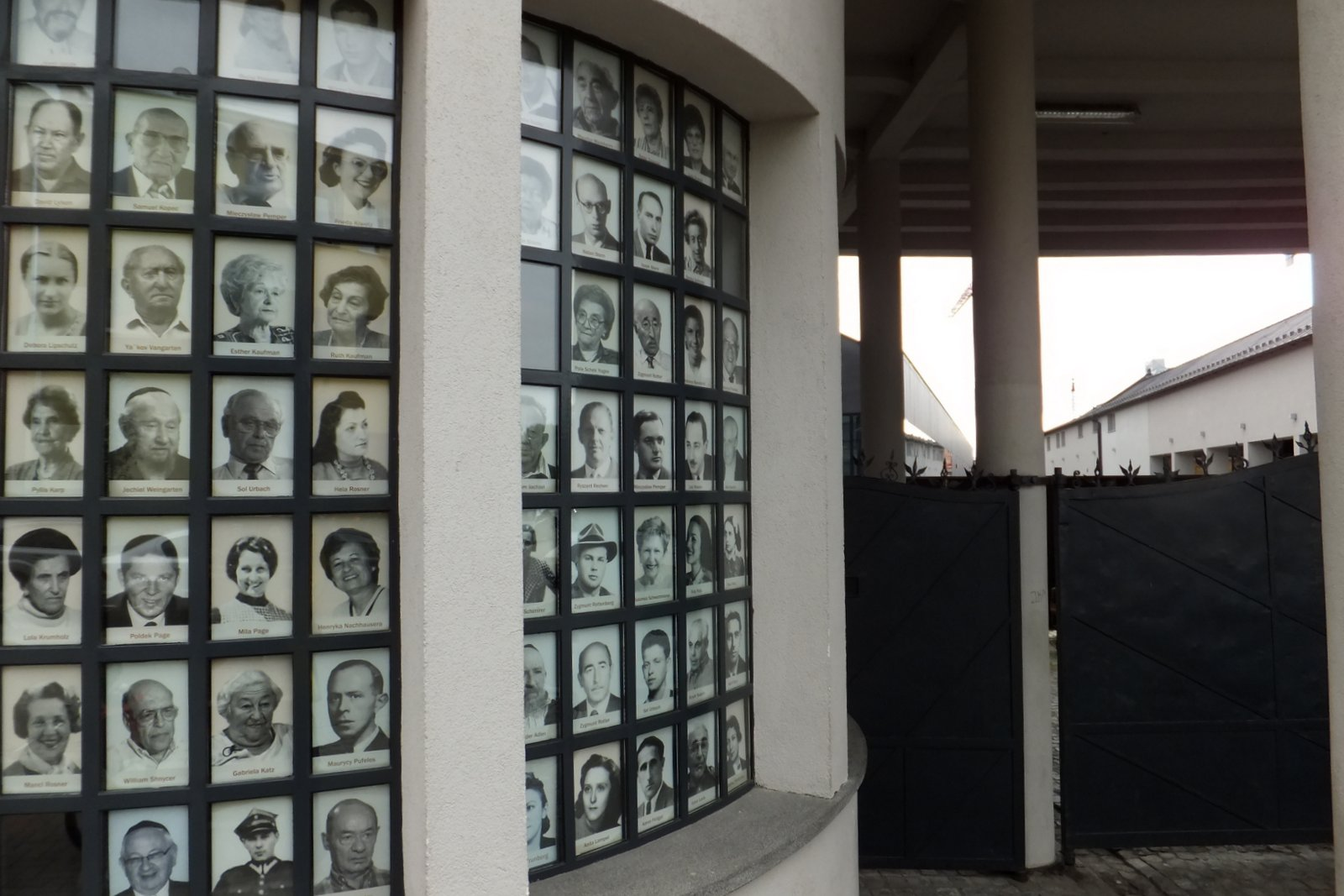
Eingangsbereich der Fabrik (Krakau, 2013)

Das Museum befindet sich in der Ulica Lipowa 4 (Lindenstraße) in einem Industriegebiet des Krakauer Stadtteils Podgórze. Das dreistöckige Museumsgebäude beherbergte die Verwaltung von Schindlers Emaillewarenfabrik. Das von Schindler auf dem Fabrikgelände errichtete Lager für die bei ihm beschäftigten Juden ist nicht erhalten. Nach Ende des Zweiten Weltkriegs wurde die Fabrik verstaatlicht und produzierte Telekommunikationsanlagen. Nach dem Ende des Sozialismus in Polen ging eine privatisierte Nachfolgegesellschaft in die Insolvenz. 2005 erwarb die Stadt Krakau das Gelände mit dem Verwaltungsgebäude.
Das Museum wurde von 2007 bis 2010 konzipiert und eingerichtet, die Kosten dafür lagen bei 3,7 Mio. Euro. Am 11. Juni 2010 fand die offizielle Eröffnung statt. Die Dauerausstellung trägt den Titel „Krakau unter der deutschen Besatzung 1939–1945“, die in Schindlers Liste dargestellten Menschen und Umstände nehmen nur einen Teil der Ausstellung ein.